# Margattea punctulata
Margattea punctulata är en kackerlacksart som först beskrevs av Brunner von Wattenwyl 1893.  Margattea punctulata ingår i släktet Margattea och familjen småkackerlackor. Inga underarter finns listade i Catalogue of Life.